# مارتین سارگسیان
مارتین گریگوری سارگسیان (ارمنی: Մարտին Գրիգորի Սարգսյան؛ زادهٔ ۳ مارس ۱۹۵۸) یک سیاستمدار و آموزگار اهل ارمنستان است که از تاریخ ۱۹۹۵ تا تاریخ ۱۹۹۹ سمت نمایندگی دوره مجلس ملی جمهوری ارمنستان و از تاریخ ۲۰۰۷ تا تاریخ ۲۰۱۲ سمت نمایندگی چهارم مجلس ملی جمهوری ارمنستانرا برعهده داشت.

## زندگی‌نامه
در ۳ مارس ۱۹۵۸ در ایروان به دنیا آمد و از انستیتو دولتی فرهنگ سلامت و ورزش پرورش اندام ارمنستان فارغ‌التحصیل شد. وی همچنین برنده مدال یادبود نخست‌وزیر ارمنستان شده است.

## یادداشت
1. ↑  Շենգավիթ համայնքի ղեկավար
2. ↑  Սարգիս Հովհաննիսյան
3. ↑  ՀՀ ԿԱ Անշարժ գույքի կադաստրի պետական կոմիտեի նախագահ